# Amt Fahrland (1992–2003)
Das Amt Fahrland war ein 1992 gebildetes Amt in Brandenburg, in dem zunächst sieben Gemeinden im damaligen Kreis-Potsdam-Land (in der Zeit der Existenz des Amtes Landkreis Potsdam-Mittelmark, Brandenburg) zu einer Verwaltungsgemeinschaft zusammengefasst waren. Amtssitz war die Gemeinde Fahrland. Das Amt Fahrland wurde 2003 wieder aufgelöst.

## Geographische Lage
Das Amt Fahrland lag im nordöstlichen Teil des damaligen Landkreises Potsdam-Mittelmark. Es grenzte im Westen und Norden an die Ämter Wustermark und Ketzin, im Osten an Berlin, im Süden an Potsdam und an das Amt Werder. Das Amtsgebiet gehört heute überwiegend zur kreisfreien Stadt Potsdam und zum kleineren Teil zum Landkreis Havelland.

## Geschichte
Der Minister des Innern des Landes Brandenburg erteilte am 23. Juni 1992 seine Zustimmung zur Bildung des Amtes Fahrland. Als Zeitpunkt des Zustandekommens des Amtes wurde der 26. Juni 1992 festgelegt. Das Amt bestand zunächst aus sieben Gemeinden im damaligen Kreis-Potsdam-Land (in der Reihenfolge der Nennung in der Bekanntmachung):
1. Uetz-Paaren
2. Marquardt
3. Satzkorn
4. Fahrland mit den Ortsteilen Kartzow und Krampnitz
5. Neu Fahrland
6. Groß Glienicke
7. Seeburg

Es hatte seinen Sitz zunächst in der Gemeinde Fahrland. Zum Ende des Amtes war der Amtssitz in Neu Fahrland.
Zum 26. Oktober 2003 wurden die Gemeinden des Amtes, mit Ausnahme von Seeburg in die Landeshauptstadt Potsdam eingegliedert. Die Gemeinde Seeburg wurde an die amtsfreie Gemeinde Dallgow-Döberitz (Landkreis Havelland) angeschlossen. Die Grenzen der Landkreise Havelland, Potsdam-Mittelmark und der Kreisfreien Stadt Potsdam wurden entsprechend geändert. Zum gleichen Zeitpunkt wurde das Amt Fahrland aufgelöst. Groß Glienicke, Fahrland, Marquardt, Neu-Fahrland, Uetz-Paaren, und Satzkorn sind heute Ortsteile von Potsdam, Kartzow, Krampnitz, Paaren und Uetz sind Gemeindeteile.
Die Gemeinden Fahrland und Neu-Fahrland waren in der jüngeren Geschichtebereits  schon einmal nach Potsdam eingemeindet, vom 1. April 1939 bis zu ihrer Ausgliederung am 25. Juli 1952 mit der Kreisreform in der damaligen DDR.

## Amtsdirektor
Erster und letzter Amtsdirektor des Amtes Fahrland war Hark-Peter Moritzen.

## Belege
1. ↑  Bildung des Amtes Fahrland. Bekanntmachung des Ministers des Innern vom 23. Juni 1992. Amtsblatt für Brandenburg – Gemeinsames Ministerialblatt für das Land Brandenburg, 3. Jahrgang, Nummer 47, 10. Juli 1992, S. 893.
2. ↑  Amt Fahrland: seeburg city. Archiviert vom Original; abgerufen am 21. Oktober 2024.
3. ↑  Viertes Gesetz zur landesweiten Gemeindegebietsreform betreffend die Landkreise Havelland, Potsdam-Mittelmark, Teltow-Fläming (4.GemGebRefGBbg)  vom 24. März 2003. Gesetz- und Verordnungsblatt für das Land Brandenburg, I (Gesetze), 2003, Nr. 05, S. 73
4. ↑  Hauptsatzung der Landeshauptstadt Potsdam vom 11. November 2004, PDF (Seite dauerhaft nicht mehr abrufbar, festgestellt im Oktober 2024. Suche in Webarchiven)
5. ↑  Beitrag zur Statistik Landesbetrieb für Datenverarbeitung und Statistik Historisches Gemeindeverzeichnis des Landes Brandenburg 1875 bis 2005 19.1 Brandenburg an der Havel, Potsdam, Frankfurt (Oder), Cottbus  PDF
6. ↑  "Aufs Realisierbare beschränken" Märkische Allgemeine vom 7. Februar 2002